# 维亚诺
维亚诺（義大利語：Viano），是意大利雷焦艾米利亚省的一个市镇。总面积45平方公里，人口3420人，人口密度76.0人/平方公里（2009年）。ISTAT代码为035044。